# Club Deportivo Cruz Azul

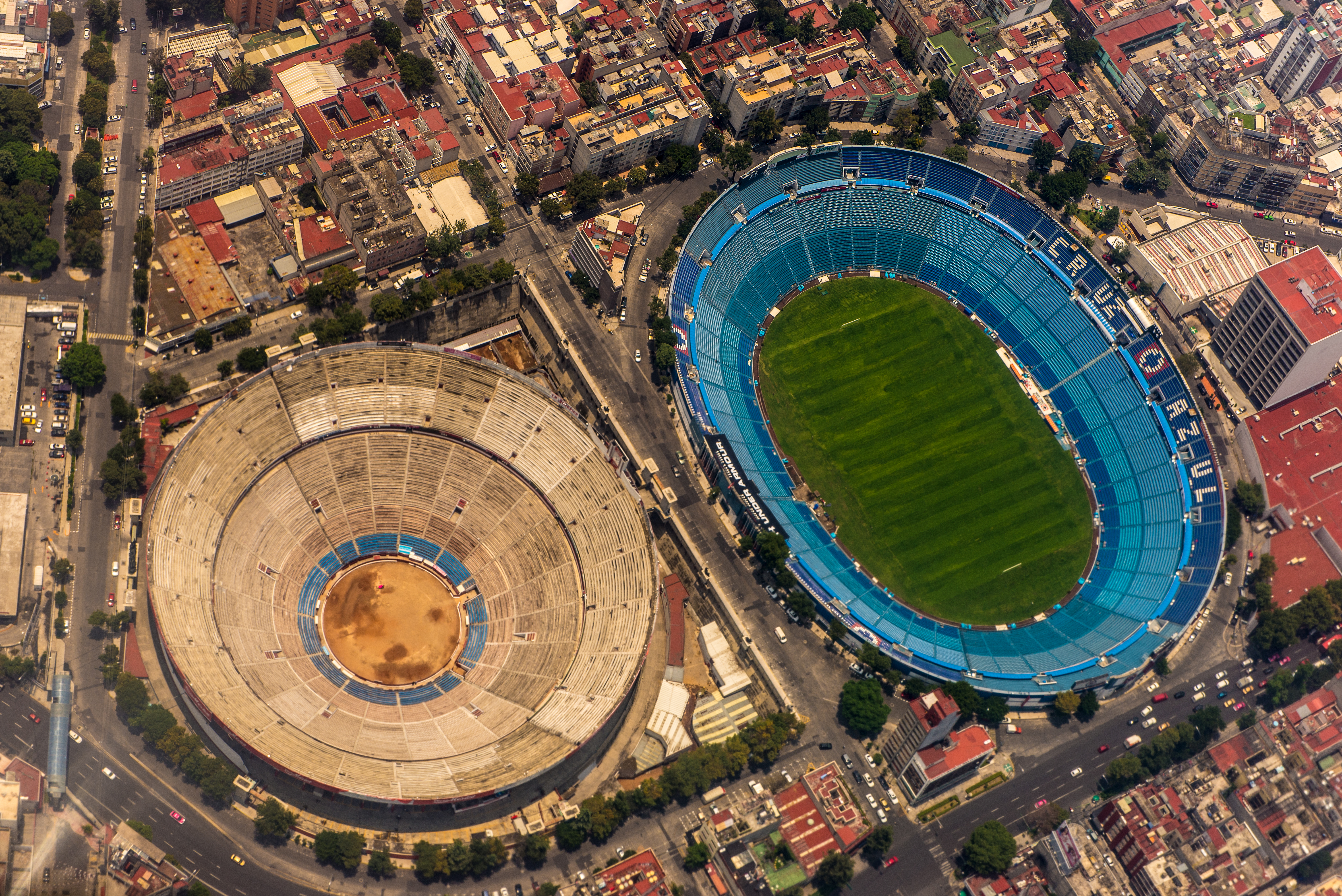
Estadi Azul

El Club Deportivo Cruz Azul és un club de futbol mexicà de la ciutat de Mèxic, a la Colonia Nochebuena, propera al barri de Nápoles.

## Història
El club va ser fundat el 22 de maig de 1927 per treballadors de les fàbriques de ciment Cemento Cruz Azul i Macario Acosta, de la ciutat de Jasso, Hidalgo. L'any 1960 construí a Jasso l'Estadi 10 de Diciembre, i ingressà a la segona divisió mexicana. Quatre anys més tard, el 1964 ascendí a la primera divisió. Als anys 70 fou el gran dominador del futbol mexicà i va rebre l'apel·latiu de La Máquina. L'any 1971 l'equip s'havia traslladat a l'Estadi Azteca de la capital mexicana. El 1996 es traslladà a l'actual Estadio Azul.

## Palmarès
Torneigs nacionals
- Lliga mexicana de futbol (8): 1970, 1971-72, 1972-73, 1973-74, 1978-79, 1979-80, hivern 1997
- Copa México (2): 1968-69, 1996-97
- Supercopa mexicana de futbol (2): 1968-69, 1972-73.

Torneigs internacionals
- Copa de Campions de la CONCACAF (5): 1969, 1970, 1971, 1996, 1997.

## Futbolistes destacats
| - Óscar Pérez - Carlos Hermosillo - Ricardo Osorio - Aaron Galindo - Francisco Palencia - Melvin Brown - Cesar Villaluz - Benjamin Galindo - Juan Carlos Cacho - Erick Rivas - Jared Borgetti - Gerardo Torrado - Enrique Meza Enríquez - Francisco Fonseca | - Yosgart Gutiérrez - Rodrigo Prieto - Jorge Campos - Miguel Marín - Luciano Figueroa - Marcelo Delgado - Daniel "Cata" Diaz - César Delgado - Patricio Hernández - Federico Lussenhoff - Julio Cesar Pinheiro - Eduardo Rubio - Agustín Delgado - Álex Aguinaga | - Mauro Camoranesi - Carmelo D'Anzi - Carlos Jara Saguier - Cristian Riveros - Denis Caniza - Jorge Luis Campos - Juan Carlos Yegros - Pablo Zeballos - Juan Reynoso - Walter Vílchez - Percy Olivares - Richard Núñez - Sebastián Abreu |

## Clubs afiliats
- Cruz Azul Hidalgo
- Cruz Azul Jasso
- Cruz Azul Dublan
- Cruz Azul Xochimilco
- Cruz Azul Lagunas